# Mimudea dichorda
Mimudea dichorda là một loài bướm đêm trong họ Crambidae.